# Tsagueri
Tsagueri (en georgiano: ცაგერი) es una ciudad de Georgia ubicada en el suroeste de la región de Racha-Lechjumi y Baja Esvanetia, siendo la capital del municipio homónimo. Tsagueri es la co-residencia de la eparquía de Tsagueri y Lenteji de la Iglesia ortodoxa georgiana.

## Geografía
Tsagueri está a 475 metros sobre el nivel del mar, situada a orillas del río Tsjenitskali, un afluente del río Rioni. Tsagueri está a 70 km de Kutaisi y a 318 km de Tbilisi.

### Clima
La ciudad tiene un clima húmedo, con inviernos moderadamente fríos y veranos calurosos y relativamente secos. La temperatura media anual es de 11,4 °C, siendo en enero 0 °C y en agosto de 22 °C. La mínima absoluta es -26 °C y la máxima absoluta, 41 °C. La precipitación es de 1235 mm por año.

## Historia
En la Edad Media fue sede episcopal y tenía una catedral, de la que el geógrafo del siglo XIX Vajushti dijo "la cúpula de la iglesia de Tsagueri, soberbiamente construida". La basílica original de tres naves fue modificada por la restauración de finales del siglo XIX, las originales pinturas murales, así como los retratos de la reina Tamara y su hijo Jorge IV, también se perdieron en el proceso.
Políticamente, el lugar pertenecía a la provincia histórica de Lechjumi (originalmente llamada Takveri), que estuvo subordinada a los príncipes de Esvanetia y Racha en la época del reino de Georgia (siglos XI-XV). Después del colapso del reino, Tsagueri y Lechjumi pertenecieron al reino de Imericia desde 1455, antes de que inicialmente se independizara de facto bajo la familia noble local Chikovani y se uniera a este principado en 1714 a través de lazos familiares con la familia Dadiani de Mingrelia.
En 1857, Tsagueri llegó con el principado de Mingrelia al Imperio ruso, incorporándose a la gobernación de Kutaisi y Tsagueri fue el centro administrativo del uyezd de Lechjumi (que incluía partes de Esvanetia).
En el período soviético, Tsagueri tenía el estatus de asentamiento de tipo urbano como centro administrativo de un raión de la República Socialista Soviética de Georgia establecido en 1930, antes de recibir nuevamente los derechos de ciudad en 1968. En los años alrededor de 1960, la población de Tsagueri se duplicó temporalmente con creces, cuando en las cercanías de los ríos Tsjenitskali y Lajanuri, que fluyen unos pocos kilómetros hacia el este, se construyeron embalses con centrales hidroeléctricas asociadas, sirviendo el sitio como un centro logístico y zona residencial para los constructores.

## Demografía
La evolución demográfica de Tsagueri entre 1897 y 2014 fue la siguiente:
| 687                                             | 1831 | 4709 | 2081 | 2081 | 1359 | 1913 | 1320 |
| (Fuente: Population of Georgia in Soviet times) |      |      |      |      |      |      |      |

Según el último censo del año 2014, el pueblo tenía una población de aproximadamente 1.320 habitantes, mayoritariamente georgianos.
|              | 1939      | 1939       | 1959      | 1959       | 2014      | 2014       |
| Grupo étnico | Población | Porcentaje | Población | Porcentaje | Población | Porcentaje |
| ------------ | --------- | ---------- | --------- | ---------- | --------- | ---------- |
| Georgianos   | 1781      | 97,3%      | 4349      | 92,4%      | 1319      | 99,92%     |
| Osetios      | -         | -          | 7         | 0,1%       | 1         | 0,08%      |
| Rusos        | 9         | 0,5%       | 215       | 4,6%       | -         | -          |
| Ucranianos   | 9         | 0,5%       | 34        | 0,7%       | -         | -          |
| Griegos      | 2         | 0,1%       | 48        | 1%         | -         | -          |
| Armenios     | 10        | 0,5%       | 14        | 0,3%       | -         | -          |
| Judíos       | 26        | 1,4%       | 7         | 0,1%       | -         | -          |
| Azeríes      | -         | -          | 6         | 0,1%       | -         | -          |
| Total        | 1831      | 100%       | 4709      | 100%       | 1320      | 100%       |

## Economía
En Tsagueri hay empresas de la industria alimentaria.

## Infraestructura

### Arquitectura y Monumentos

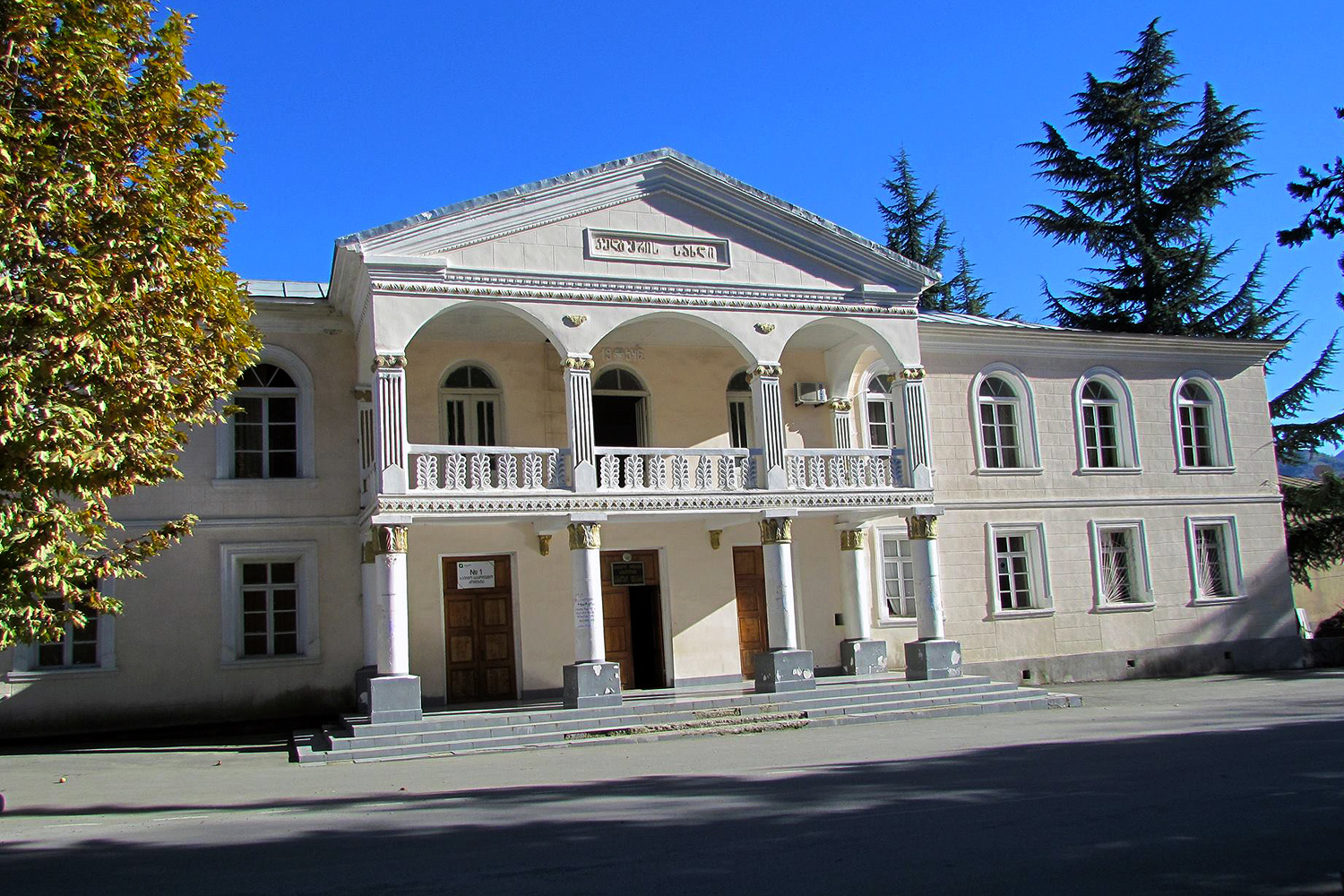
Casa de la Cultura de Tsagueri

El museo histórico Varlam Majaroblidze es un museo local que exhibe miles de artefactos arqueológicos encontrados en Lechjumi.
En las cercanías de Tsagueri, se encuentran las ruinas de la fortaleza medieval de Muristsije, en ocasiones considerado como el lugar de exilio y muerte del teólogo cristiano Máximo el Confesor (c. 580 – 662). Todavía hay salidas de un monasterio dedicado a San Máximo. Las cuevas de Jvamli ubicadas cerca, según los registros medievales, conservan el tesoro de los reyes de Georgia. Ha sido incluido entre los monumentos nacionales de Georgia y recientemente ha atraído un interés renovado por parte de los académicos.

### Transporte
La ciudad está situada en la carretera que va de Kutaisi a través de Tskaltubo, donde se encuentra la estación de tren más cercana, al valle del Tsjenitskali y Baja Esvanetia.